# ジョージ・マクレラン
ジョージ・ブリントン・マクレラン（英語: George Brinton McClellan, 1826年12月3日 - 1885年10月29日）は、アメリカ合衆国の軍人、政治家。南北戦争中の北軍の少将として有名なポトマック軍を編成し、1861年11月から1862年3月までの短期間、北軍の最高司令官を務めた。背が低かったため、兵たちからは「リトル・マック」、新聞などからは当初「若きナポレオン」と呼ばれていた（しかし後に「ターディ・ジョージ」、つまり「のろまのジョージ」へと変化する）。

## 生い立ちと初期の経歴
フィラデルフィアにおいて、ジェファーソン医科大学の創設者である著名な眼科医ジョージ・マクレラン博士の第3子（次男）として生まれた。母親のエリザベス・シュタインメッツ・ブリントン・マクレランはペンシルベニアでも著名な家の出で、「かなりの優雅さと気品」を持ち合わせていた。夫妻にはフレデリカ、ジョン、ジョージ、アーサー、メアリーの5人の子供がいた。祖父はアメリカ独立戦争時の将軍、サミュエル・マクレランであった。1840年、マクレランは13歳でペンシルベニア大学に入学し、法学を志した。2年後、目標を軍人に変更する。父親からジョン・タイラー大統領へ手紙を書いてもらい、1842年にウェストポイントに入学したが、これは入学基準の16歳以下でのことであった。
ウェストポイントでの士官候補生マクレランは精力的な野心家であった。デニス・ハート・マハンに深く師事し、アントワーヌ＝アンリ・ジョミニの戦略理論に興味を持った。南部の良家出身の学生であるJ・E・B・スチュアート、ダブニー・モーリー、カドマス・M・ウィルコックス、A・P・ヒルらと親交を深めたことは、マクレランに南部への同情心を与えることとなった。絵を描く能力でチャールズ・シーフォース・スチュワートに劣っていたために、1846年、59人中2番の席次で卒業した。卒業後は少尉に名誉昇進し、陸軍工兵司令部に着任した。

### 米墨戦争
マクレランの最初の任務はウェストポイントで結成された工兵中隊であったが、すぐに米墨戦争に従軍するよう命令を受けた。1846年10月、二連式の散弾銃、2丁のピストル、サーベル、礼装用佩刀、ボウイナイフを装備してリオ・グランデ川の河口に到着した。アメリカ軍は9月にモンテレーの戦いで勝利していたが、マクレランはそれに間に合わなかったことが不満であった。ザカリー・テイラー将軍の部隊の一時的な休戦の間、マクレランは赤痢とマラリアに罹患し、およそ一ヶ月を病院で過ごした。マラリアはその後も再発し、彼はそれを「メキシコの病気」と呼んだ。復帰後は工兵士官として勇敢に戦い、頻繁に敵の砲撃を受け、コントレラス、チュルブスコ、チャプルテペクでの功績で中尉に名誉昇進した。彼は父の親友であったウィンフィールド・スコット将軍のための偵察任務に従事した。
マクレランの戦場における経験は、後の南北戦争および政界での様々な出来事に影響を与えた。スコット将軍が軍事作戦において政治的な均衡を保つのに成功したのと、侵攻した都市の住民と良い関係を築き、市民の財産への損害を最小にするため、兵に厳しい規律を守らせたのを目撃したことで、正面からの攻撃に対して側面に位置すること（スコットがセルロ・ゴードの戦いで使った戦術）および包囲戦（ベラクルス包囲戦）の価値を学んだ。そして、義勇兵と士官、特に規律と訓練を好まなかった政治家を軽蔑するようになった。

## 南北戦争
南北戦争の初期、マクレランは北軍の部隊を訓練し組織化された軍隊とするために重要な役割を果たした。彼は計画と準備において綿密であったため、戦闘において素早く変化する相手の奇襲攻撃能力を着実に封じ込めた。また彼はナポレオン時代に比べて兵器が進歩し攻撃側が著しく不利になったことを知っていたため、少しくらいの戦力差では無謀な正面総突撃をしなかった。そのためほとんどの将軍が幾度となく敗北を喫したロバート・E・リー将軍に、勝利または大損害を与えることができた。
リーの北部侵攻によって起こった凄惨なアンティータムの戦いにおけるマクレランの働きは、リーによるメリーランドへの侵略を阻止したが、兵力の不利を地の利でカバーするリー相手には、同程度の損害を与えただけで北バージニア軍を壊滅させることまではできなかった。ただ、これはリーと戦った北軍の将軍たちが、常に兵力で勝っていたにも関わらず、繰り返し敗れていたこと（ユリシーズ・グラントでさえ倍近い兵力でリーに当たったにもかかわらず、幾度も敗れている）からすれば、驚異的な勝利である。さらにアンティータムの勝利は、政治的には、リンカーンの奴隷解放宣言を表に出す絶好のタイミングを与えた（連敗した状態だと奴隷解放宣言は苦し紛れの策、ひいては北部は劣勢だと内外に思われる危険があるため、どうしても勝った後に宣言を出す必要があった）。しかし結果として、戦闘中の統率力をリンカーンに疑問視されたため、マクレランはまず最高司令官の職を、次いでポトマック軍の指揮官職も解任された。リンカーンはマクレランについて「彼は自分自身と戦うことができないなら、他の者を戦わせる準備を行うのに優れている」と語った。にもかかわらず、彼はポトマック軍の中でも最も人気のある司令官であった。
マクレランはリンカーンからの信頼を繋ぎとめることにも失敗し、苛立たしいほどに最高司令官に服従しなくなった。解任された後のマクレランは1864年の大統領選挙でリンカーンと争う民主党の指名候補になったが、敗れた。民主党は戦争の終結と連合国との交渉を公約した反戦の政治要項を掲げたが、マクレランは彼の戦役の有効性へダメージがあるとしてこれを否定せざるをえなかった。

## 戦後
終戦時、マクレランは家族とヨーロッパに行き1868年まで戻らなかった。帰国時に民主党は再び彼を大統領選の候補者とすることに関心を示したが、グラントが共和党の候補となることが明らかになると立ち消えとなった。彼はニューヨーク市の土木工事計画に取り組んだ。また、新たに創設されたカリフォルニア大学の学長に推されたが、引き受けなかった。1870年にはニューヨーク市ドック部門の技師長に任命された。1872年に大西洋・グレートウェスタン鉄道の社長となったことから、その職務は常勤である必要がなかったことは明らかである。1873年から1875年まで、また家族でヨーロッパに滞在した。
1877年3月、マクレランはニューヨーク州知事のルシアス・ロビンソンによって公共事業の第一監督者に指名されたが、同州上院に「不適格」として拒絶された。同年、民主党によってニュージャージー州知事に推薦されたことは、その職に関心を示していなかった彼にとって驚きであった。推薦を受けたマクレランは選出されて第24代ニュージャージー州知事を1878年から1881年まで1期務め、注意深く保守的な行政管理と政治的怨恨を最小限に抑えることで特徴付けられた。政治経歴の最後は、1884年の大統領選挙でグロバー・クリーブランドを強力に支持したことである。適役として戦争長官としての入閣が見込まれたが、ニュージャージー州の政敵によって阻止された。
晩年は、半島戦役と南北戦争の間の自らの行動を擁護した回想録『McClellan's Own Story』（1887年に死後出版された）などの執筆と旅行に専念した。数週間胸痛に苦しんだ後、1885年10月29日午前3時、ニュージャージー州オレンジで58歳で急死した。最期の言葉は「今は楽に感じる。ありがとう」だった。死後、ニュージャージー州トレントンのリバービュー墓地に葬られた。

## 家族
息子のジョージ・B・マクレラン・ジュニアは家族の最初のヨーロッパ旅行中にザクセンのドレスデンで生まれた。家族からはマックス（Max）と呼ばれた彼はニューヨーク州選出の代議士となり、1904年から1909年までニューヨーク市長を務めた。娘のメアリー（メイ、May、1861 – 1945）はフランスの外交官と結婚し、生涯の大半を海外で過ごした。マクレランの妻のエレンは娘を「アンティータム荘」に訪れている間にニースで死去した。マックスもメイも子供を儲けなかった。

## 評価
現代の歴史家のほとんどは、マクレランを戦場の将校としてあまり評価していない。リーとの戦闘スコアからマクレランが有能な将軍であることは明白だが、マクレランの政治的信条は奴隷制廃止反対でリンカーン及び与党である共和党と相いれず、彼の軍事行動は自身のそれに従ったもので、最高司令官であるリンカーンの戦略に寄与するところが薄く、自身の野心から負の責任を常に他者に擦り付ける姿勢に終始したことが、これほどまでにマクレランを低く評価する理由の一つとなる。
実際、マクレランは野戦指揮官およびオーガナイザーとしてきわめて優秀な人物であり、基本的には少数の正規軍と州兵、それに当初この戦争は数ヶ月で終わると思われていたため多くの観光気分で入隊した志願兵の寄せ集めであったポトマック軍を曲がりなりにも北バージニア軍に対抗できる「軍」に鍛え上げた功績は大きい。そして彼は自分が精魂込めて育て上げた軍隊を無駄に使い捨てることはせず、さらに訓練を施したり将兵の待遇を改善したりとその軍隊を磨き上げた。そしてこれが第二次ブルランの戦いで壊走状態にあったバージニア軍を驚くべき速さで回復させ、七日間の戦いやアンティータムの戦いで勝利する原動力となった。他部隊が寒さをしのぐ毛布にさえ事欠く状況でも自財力でアクティビティを充実させていたこともあり、軍の将兵には大変好かれていたが、リンカーン大統領には「もしマクレラン将軍が（ポトマック）軍を使う気がないのであれば、少々貸してもらえないだろうか」と皮肉られることになってしまった。
マクレランの戦場に赴くまでの消極的な指揮ぶりが個人的武勇の欠如の由来ではないことは、彼の米墨戦争や南北戦争初期のウェストバージニアでの活躍を見ても明らかであり、南北戦争を専門とする歴史家のスティーブン・シアーズなどは、彼が手塩にかけて育てた兵たちを戦場で失うことを極度に恐れたからこそ、戦闘を避けようとしたり、実際戦闘になったときは消極的になってしまったのではないかと分析している。シアーズ曰く、マクレランは「事務的な物事を取り扱う将官としては最高であり、戦略などを立案する将軍としても活躍できただろうが、実際戦場で兵を指揮するような立場は完全に向いていなかった」としている。
しかし、リッチモンドを目指して南部に侵入した北軍がことごとく敗れて追い返されていることでわかるように、東部における初期の南軍は強力で、海上封鎖で弱らせてからでなければとても打ち破れる相手ではなかった。このことからすれば、リッチモンドを目指して突進するのではなく、敵の兵力をすり減らし、北部への侵入を確実に阻止するマクレランの戦い方は、戦況に合った戦い方を適切に選んだものと言えるが、それは政治的野心も含めた彼自身の軍事的判断を優先させたものでもあった。彼は常に実際より多く敵戦力を見積もっており、「クエーカーの大砲」として嘲笑されることになる黒く塗った丸太を大砲と錯誤して攻勢を躊躇した事件さえ起こした。マクレランが無視、またははぐらかしたリンカーンやワシントンの指示に関しては真実軍事的効果が見込めないこともあったが、国家の分裂の危機と奴隷制廃止への進捗の兼ね合いとしての状況を睨んだ総合的判断によるところであり、マクレランは優秀な軍事専門家ではあったが、自身の能力を頼むあまり大局的な視野に欠け、さらに上役やその命令を軽んじる尊大さが勝ち過ぎていたといえる。
このように、マクレランの評価は明快なカテゴリー化を難しくしている。戦後、マクレランを将校として評価するかと訊ねられたグラントは「マクレランは私にとって戦争の謎のひとつだ」と応えた。グラントを戦闘でことごとく打ち負かしたリーに勝ったマクレランは、北軍で最高の将軍は誰かと訊ねられた時に、用兵家として南北戦争で最高の名声を得たリーに、「マクレランだな、文句なしに（McClellan. Without Question.）」と言われた。